# Тунел Бранчић
Тунел Бранчић је тунел на аутопуту А2 у западној Србији. Име је добио по оближњем селу Бранчић, а дугачак је 945 м.
Састоји од два тунела, од којих сваки има по две траке. Има свој контролни центар и променљиву саобраћајну сигнализацију. Свака од њих је широм 8,5 м, а у њему се налази 88 камера.
Грађен је четири и по године, укупна цена његове изградње достигла је суму од 37 милиона долара.. Његову изградњу извели су домаћа компанија Енергопројект и кинеска компанија Shandong High-Speed Group. Изградњу су пратиле различите потешкоће са подземљем и његовим клизиштима ; на крају је откопано 250.000 м3 земље. Пробијен је у марту 2019. године, у пролећним месецима постављено је неколико километара каблова и друге електричне опреме. Тунел је пуштен у рад у августу исте године поводом отварања деонице аутопута од Љига до града Чачка.